# Cordillère de Talamanca
La cordillère de Talamanca est la plus haute chaîne de montagnes du sud de l'Amérique centrale. Elle s'étend du sud de la vallée Centrale du Costa Rica au Panama où elle prend le nom de cordillère de Chiriquí et de Serranía de Tabasará.
Le point culminant de la cordillère, et en même temps du Costa Rica, est le Cerro Chirripó à 3 820 m d'altitude. Une réserve naturelle binationale s'étend sur une partie de la cordillère.

## Géographie

### Principaux sommets
- Cerro Chirripó ou Chirripó Grande - 3 820 m (Costa Rica)
- Cerro Kamuk - 3 554 m (Costa Rica)
- Cerro Buenavista ou Cerro de la Muerte - 3 491 m (Costa Rica)

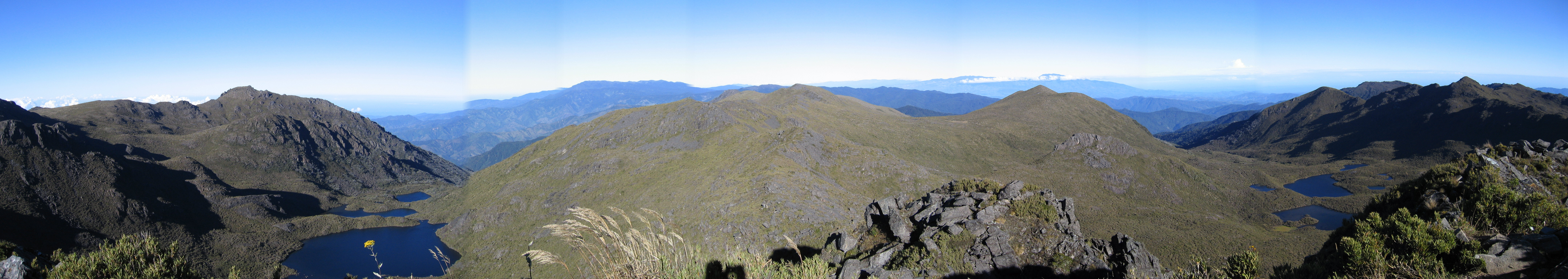
Vue panoramique de la cordillère avec le Cerro Chirripó au centre.

- Volcán Barú - 3 474 m (Panama)
- Cerro Fábrega - 3 335 m (Panama)
- Cerro Itamut - 3 293 m (Panama)
- Cerro Durika - 3 280 m (Costa Rica)
- Cerro Echandi - 3 163 m (Panama)

### Géologie

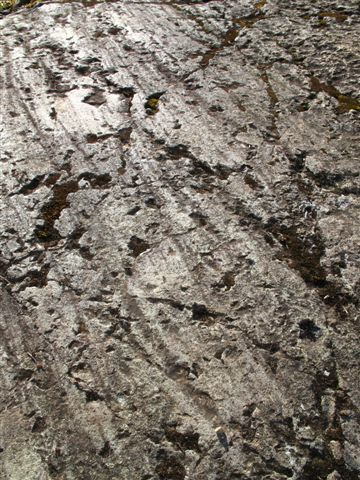
Traces d'érosion glaciaire.

La formation de la cordillère peut se résumer en quatre périodes :
- il y a 60 à 40 millions d’années (Éocène), se produit une activité volcanique dont témoigne la présence de roches et de brèches basaltiques et andésitiques, visibles dans les environs du Cerro Chirripó ;
- il y a 18 millions d’années (Miocène), un mouvement tectonique de subduction de la plaque des Cocos sous la plaque caraïbe amorce le plissement et la surrection de la région ;
- il y a 5 à 3 millions d’années (Pliocène), la chaîne acquiert sa forme définitive à l’achèvement de son orogenèse ;
- il y a 30 000 à 25 000 ans (Pléistocène), la partie la plus élevée de la chaîne subit une érosion glaciaire, dont les traces sont visibles dans les environs du Cerro Chirripó : surfaces rocheuses polies et striées par le passage des glaciers, lacs et cuvettes de surcreusement, dépôts morainiques.

### Hydrographie
Plusieurs rivières importantes prennent leur source dans la cordillère. Sur son versant pacifique naissent le río Chirripó Pacífico, et les ríos Ceibo, Cabagra, Mosca, Guineal, Singri et Canasta, affluents du río Grande de Térraba. Sur son versant atlantique coulent le río Chirripó Atlantico, principal affluent du río Matina, et les ríos Banano, Telire, Coen, Lari et Urén, affluents du río Sixaola.

### Climat
La cordillère de Talamanca connaît une grande variété de climats, en fonction de l’altitude et de l’exposition du versant : le versant caraïbe est très humide toute l’année (il reçoit en moyenne 4 000 mm de pluie par an), tandis le versant pacifique connaît une saison sèche (de mi-décembre à mi-avril) et une saison des pluies (il reçoit entre 3 000 mm et 4 000 mm de pluie par an).
Au-dessus des 3 300 m d'altitude, les températures nocturnes négatives sont courantes (entre 0 et −5 °C, avec un record de −9 °C enregistré au Cerro Chirippó). Des températures négatives peuvent survenir en dessous de cette altitude, de façon saisonnière (entre décembre et mars).

### Faune et flore

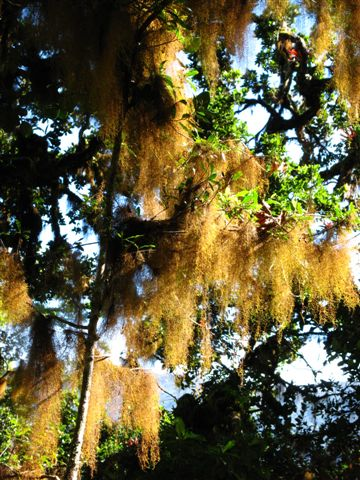
Végétation de la forêt de nuage dans la cordillère de Talamanca.

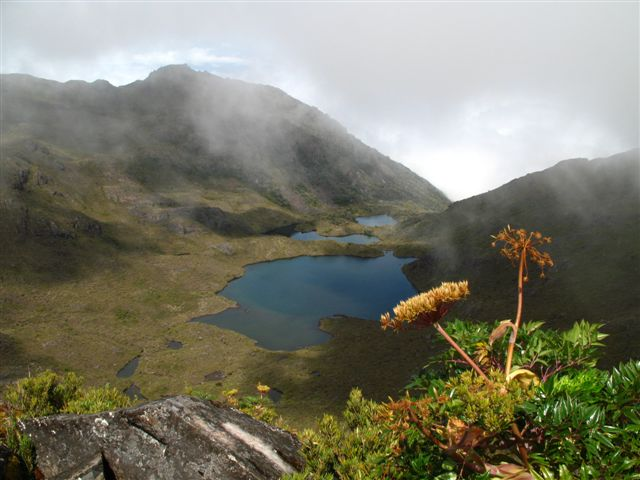
Paysage du páramo.

La diversité des étages climatiques et donc des biotopes de la cordillère s'accompagne d'une grande richesse en ce qui concerne la faune et la flore, :
- autour des 2 000 m, c'est le domaine des fougères Lomaria, genre comportant des espèces d'un à deux mètres de haut, et des sphaignes ;
- autour des 2 400 m est présente une forêt de nuage regroupant des arbres de grande taille : chêne du Costa Rica de 30 mètres de hauteur en moyenne et pouvant atteindre les 50 mètres, genévrier, nargusta, orme, magnolia, annonacées, et cupressacées. On y rencontre aussi des champignons, des mousses, des lichens, des orchidées, tandis que les plantes épiphytes, notamment les broméliacées, colonisent les branches des arbres ;
- autour des 2 800 m pousse une forêt d’arbousiers (madroño), arbre tolérant bien le feu (l’endroit a été plusieurs fois dévasté par un incendie) ;
- entre 3 000 m et 3 300 m, c'est le domaine des bambous nains ;
- au-dessus des 3 400 m, le páramo est soumis à un microclimat andin, marqué par de brusques changements de température, et des températures nocturnes négatives qui laissent place au domaine des graminées, éricacées et asteracées, apparentées à des espèces andines.

La cordillère sert d'habitat à de nombreux mammifères : puma, jaguar, jaguarondi, ocelot, pécari, bassaris, martre à tête grise, porc-épic arboricole, singe écureuil, singe araignée, singe capucin, coyote, daguet rouge, lapin, écureuil. Elle abrite la plus importante population de tapirs du Costa Rica.
Environ 400 espèces d’oiseaux ont été observées, dont les emblématiques quetzal resplendissant et solitaire à face noire. On peut aussi rencontrer l'aigle huppé, l'aigle harpie, la buse à queue rousse, la pénélope aburri, le pic careto, le tocro tacheté, le toucanet émeraude et des espèces des colibris, de moucherolles, de sittelles et de parulinés.
Enfin, 263 espèces d’amphibiens (crapauds, grenouilles, salamandres) et de reptiles (lézards) ont été dénombrées.

## Activités

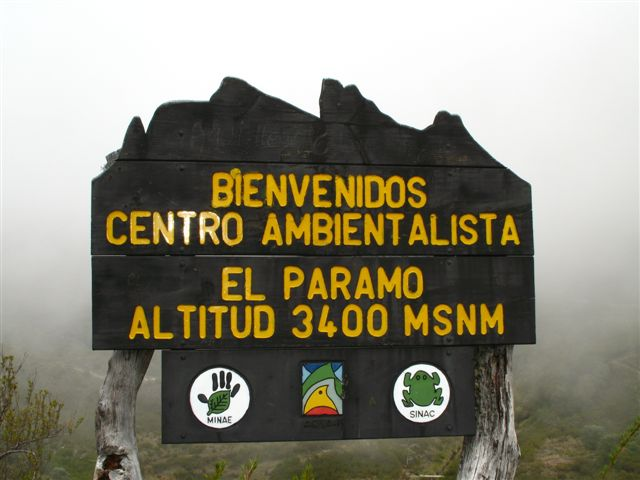
Panneau du centre environnemental du Páramo.

Une partie de la cordillère est classée en réserve naturelle, de part et d'autre de la frontière entre les deux pays, sous le nom de Parque Internacional La Amistad. Du côté du Costa Rica, ce parc correspond à la plus grande zone protégée du pays, et a été déclaré réserve de la biosphère par l'UNESCO en 1990,.